# Zelimkhan Akhmadov
Zelimkhan Adlanovich Akhmadov ( en ruso: Зелимхан Адланович Ахмадов, 24 de septiembre de 1975 - 14 de septiembre de 2002) fue un líder militante que comando los sectores de Grozny y Urus-Martan durante la segunda guerra chechena, participando en el asesinato de cientos de soldados rusos y colaboradores chechenos. Se le acusa de perpetrar la emboscada contra miembros de OMON en Grozny, en la que murieron 17 miembros y resultaron heridos cinco más, ocurrido el 18 de abril de 2002.
Akhmadov murió en un ataque con coche con trampa explosiva el 14 de septiembre de 2002 en represalia por el asesinato de 18 miembros del OMON, una unidad prorrusa conformada por chechenos.